# Pes anserinus
De pes anserinus is de insertie (aanhechting) van drie pezen aan de dorsomediale (achter en binnenzijde) zijde van het scheenbeen (tibia).
De drie pezen zijn geassocieerd met de volgende spieren (van voor naar achter):
- musculus sartorius
- musculus gracilis
- musculus semitendinosus

Pes anserinus betekent letterlijk "ganzenpoot" vanwege de vorm die de pezen maken bij het aanhechten op de tibia.